# Prvča
Prvča es una localidad de Croacia en el ejido la ciudad de Nova Gradiška, condado de Brod-Posavina.

## Geografía
Se encuentra a una altitud de 110 m s. n. m. a 148 km de la capital nacional, Zagreb.

## Demografía
En el censo 2021 el total de población de la localidad fue de 553 habitantes.
| Gráfica de población de Prvča 1857-2011                             |
|                                                                     |
| Según los censos de población de la oficina estadística de Croacia. |